# Leona Popović
Leona Popović (* 13. November 1997 in Rijeka) ist eine kroatische Skirennläuferin. Sie ist auf die Disziplinen Slalom und Riesenslalom spezialisiert.

## Biografie
Popović absolvierte im Januar 2014 erstmals ein FIS-Rennen. Ihr Debüt im Nor-Am Cup gab sie im Dezember 2014, als sie im Slalom von Copper Mountain in Durchgang 1 ausschied. Ihre ersten Nor-Am-Cup-Punkte sammelte Popović als 29. im Riesenslalom von Aspen im selben Monat. Bereits in ihrem fünften Rennen konnte sie, ebenfalls im selben Monat, ihren ersten Podestplatz erreichen; sie wurde im Slalom von Panorama 2. Im Januar 2015 gab sie im Slalom von Zagreb schließlich auch ihr Weltcupdebüt. Nur wenige Wochen später gewann sie beim Europäischen Olympischen Winter-Jugendfestival in Malbun die Goldmedaille im Slalom. Bei ihren ersten Weltmeisterschaften in Vail/Beaver Creek erreichte sie als beste Platzierung Rang 27 im Slalom. In der folgenden Saison startet Popović hauptsächlich bei FIS-Rennen, wobei sie unter anderem 2 Siege und einen dritten Platz erreichte. In der Saison 2016/17 des Nor-Am Cups erreichte sie mit zwei zweiten Plätzen in Panorama ihre ersten Podestplätze in diesem Cup. Ihre ersten Weltcuppunkte holte Popović im Februar 2017 in der Kombination von Crans-Montana, wo sie 18. wurde. Weniger erfolgreich verliefen die Weltmeisterschaften in St. Moritz. Sie konnte sich nur im Mannschaftswettbewerb klassieren, in allen anderen Bewerben schied sie aus. Bei der Juniorenweltmeisterschaft in Davos erreichte Leona Popović Rang 7 im Riesenslalom, im Slalom schied sie aus. 2018 erlitt sie eine schwere Kreuzbandverletzung am linken Knie in Pyeongchang, woraufhin sie operiert werden musste. Im darauffolgenden Jahr konnte sie wieder antreten. 
In der Saison 2021/22 gelang es Popović, sich konstant in den Punkten zu platzieren. Mit Rang 6 im Slalom von Schladming erreichte sie ihr bis dato bestes Weltcupergebnis. Bei den Olympischen Winterspielen in Peking belegte sie Rang 23 im Slalom. Im Verlauf der Weltcupsaison 2022/23 konnte sie sich stark verbessern und fuhr achtmal unter die besten zehn. Die erste Podestplatzierung gelang ihr am 18. März 2023, als sie beim Weltcupfinale in Soldeu den zweiten Platz im Slalom belegte. Dasselbe Ergebnis erzielte sie am 12. Dezember 2023 im Slalom von Levi.

## Erfolge

### Olympische Spiele
- Peking 2022: 23. Slalom

### Weltmeisterschaften
- Vail/Beaver Creek 2015: 27. Slalom, 30. Super-G, 36. Abfahrt, 37. Riesenslalom, DNF Alpine Kombination
- St. Moritz 2017: 9. Mannschaftswettbewerb, DNF Super-G, DNF Riesenslalom, DNF Slalom, DNF Alpine Kombination
- Cortina d’Ampezzo 2021: 21. Slalom, 25. Riesenslalom

### Weltcup
- 13 Platzierungen unter den besten zehn, davon 2 Podestplätze

### Weltcupwertungen
| Saison  | Gesamt | Gesamt | Riesenslalom | Riesenslalom | Slalom | Slalom | Kombination | Kombination |
| Saison  | Platz  | Punkte | Platz        | Punkte       | Platz  | Punkte | Platz       | Punkte      |
| ------- | ------ | ------ | ------------ | ------------ | ------ | ------ | ----------- | ----------- |
| 2016/17 | 92.    | 18     | –            | –            | –      | –      | 23.         | 27          |
| 2017/18 | 105.   | 27     | 44.          | 8            | –      | –      | 33.         | 10          |
| 2019/20 | 117.   | 5      | –            | –            | 48.    | 5      | –           | –           |
| 2020/21 | 87.    | 34     | –            | –            | 36.    | 34     | –           | –           |
| 2021/22 | 51.    | 146    | –            | –            | 14.    | 146    | –           | –           |
| 2022/23 | 27.    | 349    | –            | –            | 6.     | 349    | –           | –           |
| 2023/24 | 50.    | 183    | –            | –            | 15.    | 183    | –           | –           |

### Weltmeisterschaften
- Vail/Beaver Creek 2015: 27. Slalom, 30. Super-G, 36. Abfahrt, 37. Riesenslalom
- Cortina d’Ampezzo 2021: 21, Slalom, 25. Riesenslalom
- Méribel 2023: 17. Riesenslalom

### Juniorenweltmeisterschaften
- Hafjell 2015: 8. Slalom, 21. Kombination, 36. Super-G, 42. Abfahrt
- Åre 2017: 5. Kombination, 8. Slalom, 9. Riesenslalom, 25. Super-G
- Davos 2018: 7. Riesenslalom

### Europacup
- Saison 2021/22: 9. Slalomwertung
- 2 Podestplätze, davon 1 Sieg:

| Datum            | Ort    | Land          | Disziplin |
| ---------------- | ------ | ------------- | --------- |
| 21. Februar 2024 | Malbun | Liechtenstein | Slalom    |

### Nor-Am Cup
- Saison 2014/15: 6. Gesamtwertung, 3. Kombinationswertung, 7. Riesenslalomwertung, 9. Super-G-Wertung, 9. Slalomwertung
- 11 Podestplätze

### Weitere Erfolge
- Europäisches Olympisches Winter-Jugendfestival 2015: 1. Slalom
- 9 Siege in FIS-Rennen